# Divine Secrets of the Ya-Ya Sisterhood
Divine Secrets of the Ya-Ya Sisterhood, titulada Divinos secretos en Hispanoamérica y Clan Ya-Ya en España, es una película dramática estrenada el 10 de octubre de 2002 en Estados Unidos, el 30 de agosto del mismo año en México y el 15 de noviembre del mismo año en España. Protagonizada por Ellen Burstyn, Ashley Judd, Sandra Bullock, James Garner y Maggie Smith. Dirigida y escrita por Callie Khouri.

## Argumento
Sidda Lee Walker (Sandra Bullock) es una joven y destacada autora teatral que vive en Nueva York, lo más lejos posible de su excéntrica madre, Vivi (Ellen Burstyn -de adulta- y Ashley Judd -de joven-). Tras una polémica entrevista que Sidda concede a una publicación, madre e hija se declaran abiertamente la guerra, poniendo no solo en peligro su relación sino los próximos planes de boda de Sidda con su prometido Connor (Angus McFayden).
En la entrevista, Sidda saca a la luz todos los oscuros secretos que tanto había costado a la familia ocultar. Una vez que esto ocurre, las viejas amigas de Vivi, Teensy (Fionnula Flanagan), Necie (Shirley Knight) y Caro (Maggie Smith), todas ellas forman el denominado "El Clan Ya-Ya". Y la misión del clan esta vez es restaurar la paz entre madre e hija y contarle por fin a Sidda que fue lo que realmente ocurrió cuando ella era una niña.
Y es que Vivi es una buena mujer, aunque la vida para ella es puro teatro, por no hablar de lo excéntrica que ha sido siempre, y hace más de 35 años que no duerme con su marido Shep (James Garner), ya que lo hacen en habitaciones separadas. Puede que después de esta gran discusión con su hija Sidda se enfrente a la vida de un nuevo modo y las heridas del pasado sean, por fin, subsanadas.

## Reparto

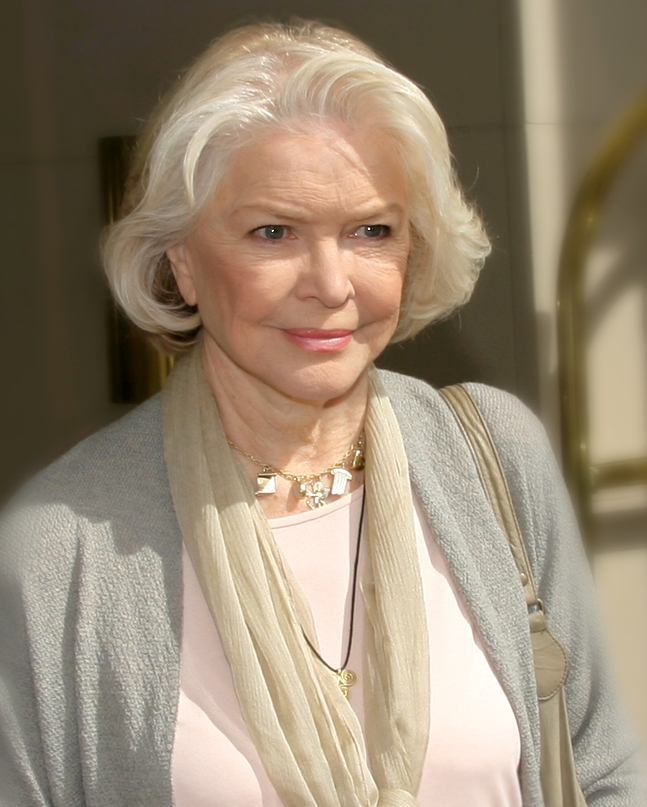
Ellen Burstyn como Vivi Abott Walker.

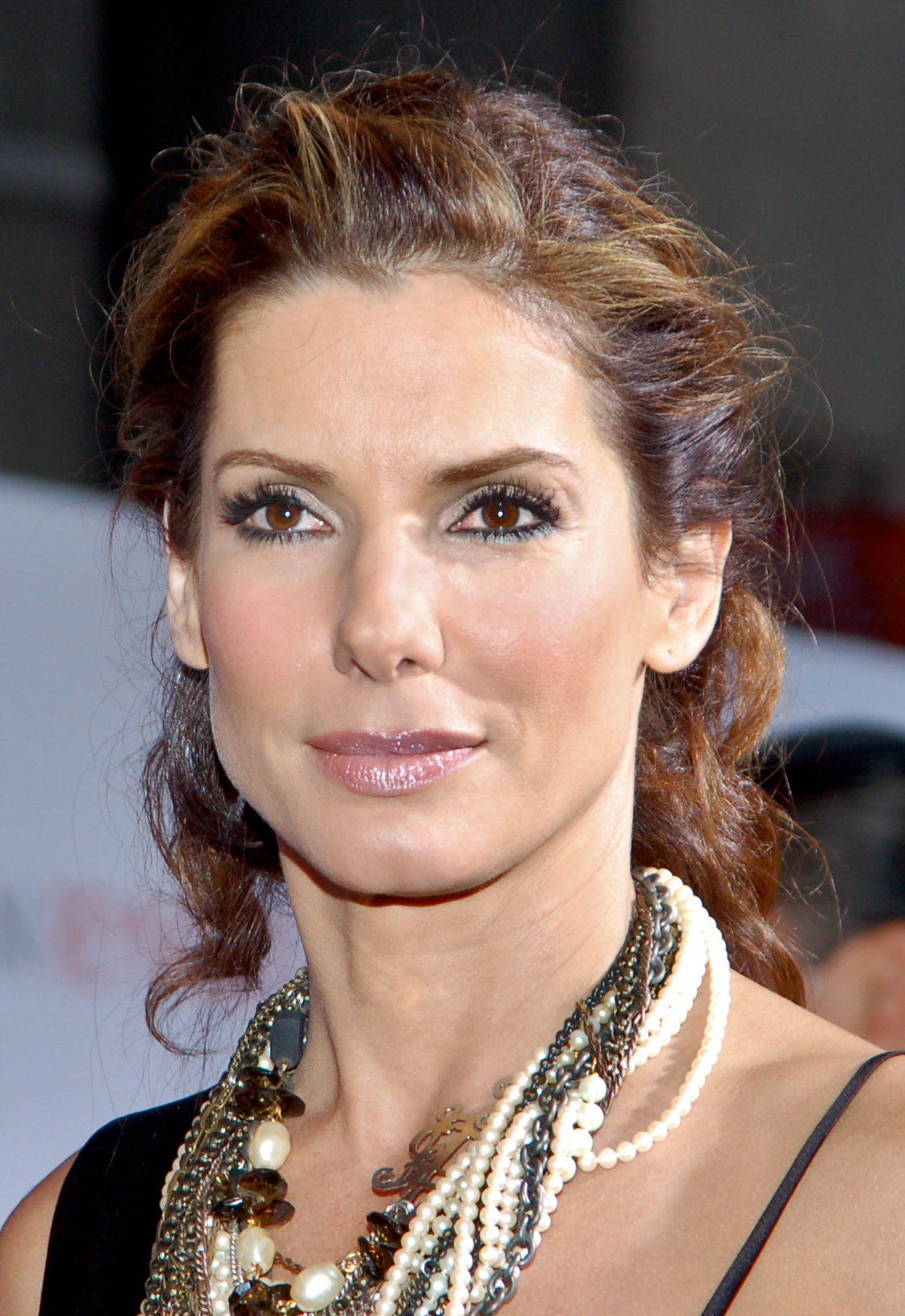
Sandra Bullock como Sidda Lee Walker.

- Sandra Bullock como Siddalee "Sidda" Walker.
- Angus McFadyen como Connor McGill
- Ellen Burstyn como Vivian Joan "Vivi" Abott Walker.
- James Garner como Shepherd James "Shep" Walker.
- Maggie Smith como Caroline Eliza "Caro" Bennett.
- Fionnula Flanagan como Aimee Melissa "Teensy" Whitman.
- Shirley Knight como Denise Rose "Necie" Ogden.
- Ashley Judd como Vivi (joven).
- Katy Selvestorne como Caro (joven).
- Jacqueline McKenzie como Teensy (joven).
- Kiersten Warren como Necie (joven).

## Producción
Se rodó entre el 3 de abril y el mes de junio de 2001. Se filmó íntegramente en el estado de Carolina del Norte, Estados Unidos.

## Recepción

### Respuesta crítica
Según la página de Internet Rotten Tomatoes obtuvo un 44% de comentarios positivos, llegando a la siguiente conclusión: "Divine Secrets of the Ya-Ya Sisterhood" es más melodramática que emocionalmente creíble; y es desigual en su mezcla de los distintos periodos de tiempo, en sus actrices y en la comedia y el drama". Claudia Puig escribió que "la película es predecible, pero está interpretada por un reparto impresionante". Roger Ebert escribió que "no hay un personaje en la película con una pizca de credibilidad, no hay un suceso creíble, no hay ninguna una confrontación en escena y no hay ningún momento que no sea falso". Según la página de Internet Metacritic obtuvo críticas mixtas, con un 48%, basado en 35 comentarios de los cuales 10 son positivos.

### Taquilla
Estrenada en 2.507 cines estadounidenses debutó en segunda posición con 16 millones de dólares, con una media por sala de 6.448 dólares, por delante de Star Wars: Episode II - Attack of the Clones y por detrás de The Sum of All Fears. Recaudó en Estados Unidos 69 millones. Sumando las recaudaciones internacionales la cifra asciende a 73 millones. El presupuesto estimado invertido en la producción fue de 27 millones.

### Premios
| Año  | Premio                              | Categoría                      | Persona(s)     | Resultado |
| ---- | ----------------------------------- | ------------------------------ | -------------- | --------- |
| 2003 | Phoenix Film Critics Society Awards | Mejor actriz de reparto        | Ashley Judd    | Candidata |
| 2003 | Prism Awards                        | Interpretación en una película | Ashley Judd    | Candidata |
| 2002 | Teen Choice Awards                  | Mejor actriz - Drama/Aventura  | Sandra Bullock | Candidata |